# Karpatendeutsche Landsmannschaft Slowakei
Die Karpatendeutsche Landsmannschaft Slowakei e.V. mit Sitz in Stuttgart ist ein Vertriebenenverband. Sie wurde 1949 gegründet. 

## Geschichte und Organisation

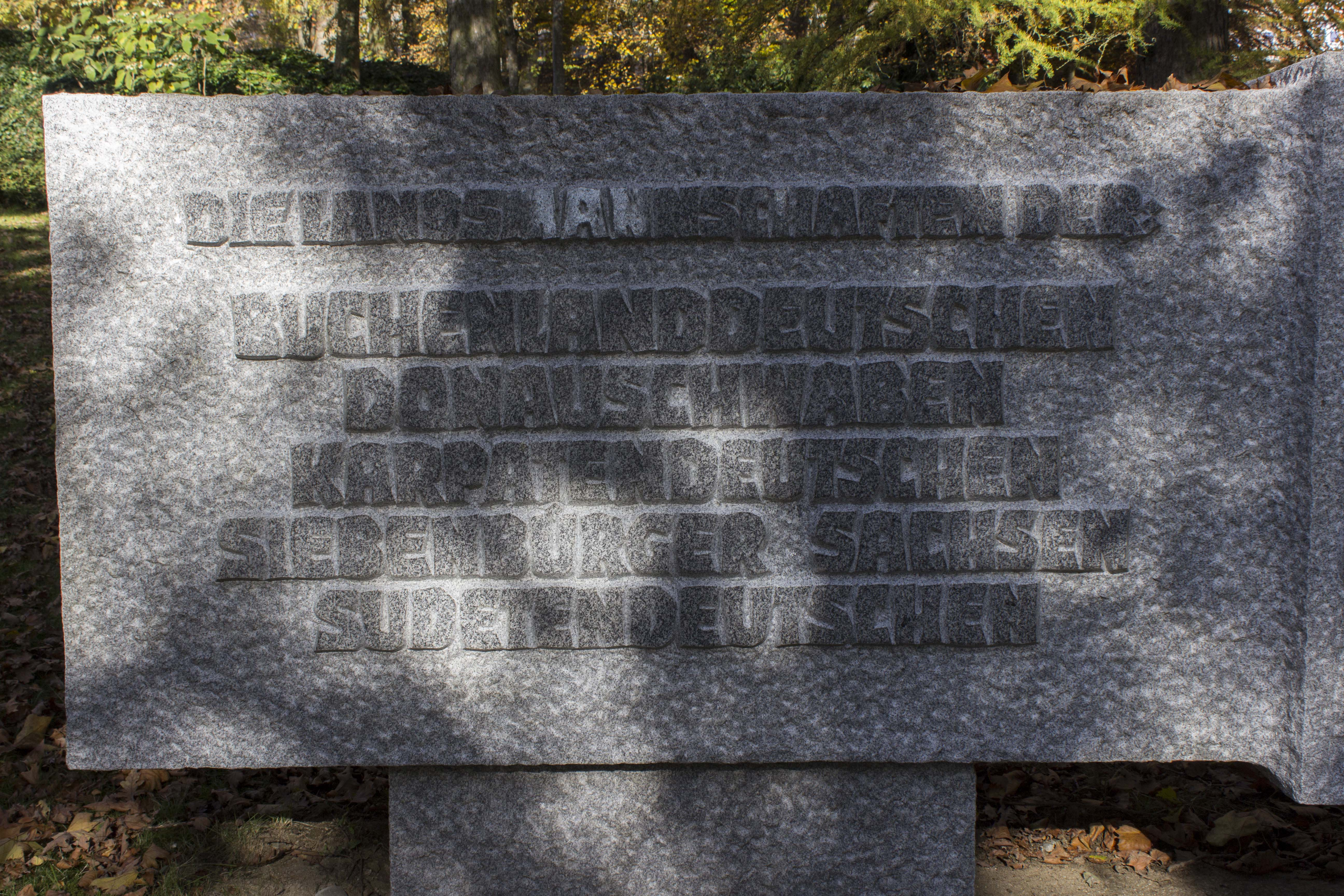
Vertriebenendenkmal in Linz

Initiatoren waren die beiden kirchlichen karpatendeutschen Organisationen Hilfsbund karpatendeutscher Katholiken und Hilfskomitee für die evangelisch-lutherischen Slowakeideutschen.  
Die Landsmannschaft ist Mitglied im Bund der Vertriebenen (BdV); langjähriger Bundesvorsitzender war bis zu seinem Tode im April 2006 Oskar Marczy (FDP). Bundesvorsitzende ist (Stand Februar 2017) Brunhilde Reitmeier-Zwick.
Neben dem Bundesverband gibt es sechs Landesverbände (Baden-Württemberg, Bayern, Brandenburg, Hessen, Mecklenburg-Vorpommern und Nordrhein-Westfalen), in denen die Mitglieder nach ihrem Wohnort organisiert sind, und 26 Ortsgemeinschaften (von Blaufuß bis Zips-Bodwatal), in denen die Mitglieder nach ihrer Herkunft organisiert sind.
Das Bundestreffen der Karpatendeutschen findet alle zwei Jahre in Karlsruhe, der Patenstadt der Karpatendeutschen, statt.

## Publikationen
Die Landsmannschaft gibt folgende Publikationen heraus:
- Karpatenpost, Erscheinungsweise: monatlich
- Karpatenjahrbuch, gemeinsam mit kirchlichen Organisationen (s. o.) und dem "Karpatendeutschen Kulturwerk", Erscheinungsweise: jährlich im Dezember, Redaktion: bis 2009 Hans Kobialka, ab 2010 Dr. Heike Drechsler-Meel und Dr. Heinz Schmitt.[2]